# Harakava Riki
Harakava Riki (Jamagucsi, 1993. augusztus 16. –) japán válogatott labdarúgó.

## Nemzeti válogatott
A japán U23-as válogatott tagjaként részt vett a 2016. évi nyári olimpiai játékokon.